# Staatsmann
Der Begriff Staatsmann steht für eine Person des Staates (wörtlich: „Mann des Staates“), einen Politiker in hohen staatlichen Ämtern, in der Regel Staats- oder Regierungschefs, die nach Auffassung der öffentlichen Meinung etwas geleistet haben, das über alltägliche Politik hinausgeht. Für ehemalige Staats- und Regierungschefs, die ein solches Ansehen genießen, hat sich die englische Bezeichnung elder statesman eingebürgert.
Im Englischen und noch stärker im Deutschen ist es eine respektvolle Bezeichnung, die die große Befähigung kennzeichnet. Das schließt nicht aus, dass es im Einzelnen sehr umstritten sein kann, wer diese Bezeichnung verdient. Staatsführer autoritärer oder totalitärer Regimes wie Franco, Pinochet, Hitler, Mussolini oder Stalin werden in der Regel nicht mit der positiv gewerteten Bezeichnung Staatsmann benannt.
Da Frauen früher eher selten in hohen staatlichen Positionen anzutreffen waren, existierte als weibliche Form das Wort Staatsmännin. Mittlerweile ist auch Staatsfrau gebräuchlich.
Als bedeutende Staatsmänner werden unter anderen der griechische Dichter und Staatsreformer Solon, der römische Feldherr und Alleinherrscher Julius Cäsar, der amerikanische Revolutionär Benjamin Franklin, der österreichische Diplomat Klemens von Metternich, der deutsche Reichskanzler Otto von Bismarck, der französische Ministerpräsident Georges Clemenceau, der britische Premierminister Winston Churchill oder der amerikanische Außenpolitiker Henry Kissinger bezeichnet.

## Belege
1. ↑  Duden online: Elder Statesman.
2. ↑  Duden online: Staatsmännin.
3. ↑  Duden online: Staatsfrau. Das Adjektiv „staatsfraulich“ statt des geschlechtsneutralen staatsmännisch ist selten und umgangssprachlich; vgl. „staatsfrauliche Führung“ in: Joschka Fischer, Finanzmisere in Griechenland – Durchwursteln verboten (Memento vom 25. Februar 2010 im Internet Archive), sueddeutsche.de, 22. Februar 2010.